# Sepiolith
Sepiolith, auch als Meerschaum bekannt, ist ein eher selten vorkommendes Mineral mit der chemischen Zusammensetzung Mg8[(OH)2|Si6O15]2·(4+8)H2O und damit chemisch gesehen ein wasserhaltiges Magnesiumsilikat mit zusätzlichen Hydroxidionen. Seiner Kristallstruktur nach gehört es zu den Schichtsilikaten.
Sepiolith kristallisiert im orthorhombischen Kristallsystem und wurde bisher nur in Form erdiger oder massiger, knolliger, selten auch feinfaseriger Mineral-Aggregate von weißer, grauweißer oder gelblichweißer Farbe gefunden. Auch seine Strichfarbe ist weiß. Die Oberflächen der meist undurchsichtigen, gelegentlich auch schwach durchscheinenden Aggregate schimmern matt in einem fettähnlichen Glanz.
Sepiolith wird überwiegend zur Herstellung von Meerschaumpfeifen verwendet. Nicht mit dem Mineral zu verwechseln ist die Pflanze Seemoos, die auch als Meerschaum bezeichnet wird.

## Etymologie und Geschichte

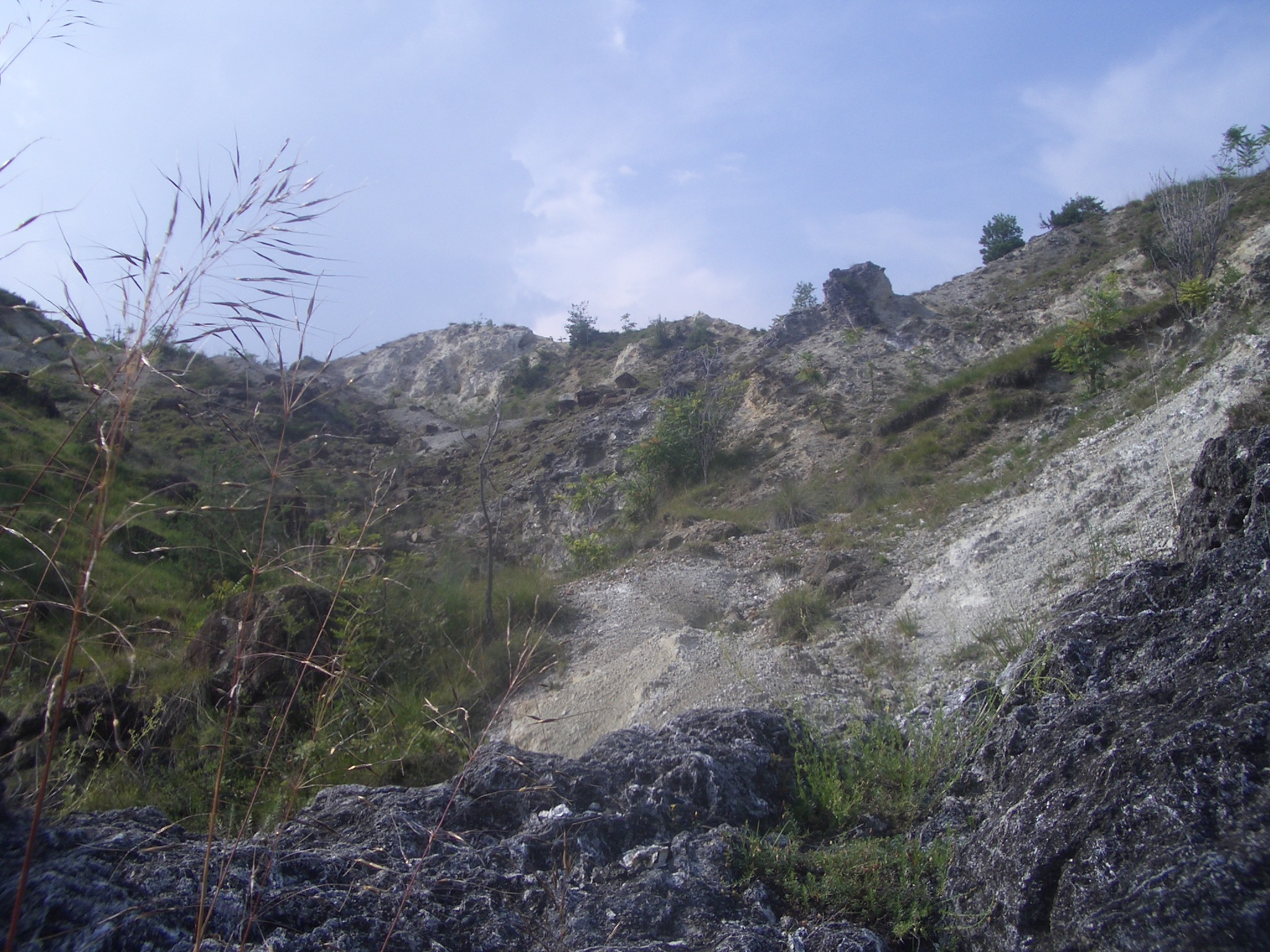
Typischer Hügel aus Magnesit (im Volksmund als Monti Pelati bekannt) bei Baldissero Canavese

Die Herkunft des Namens Meerschaum ist umstritten. Eine Ableitung aus dem türkischen Wort merdschan wurde vermutet, allerdings bezeichnet dieses eine Koralle. Der Duden gibt eine Lehnübersetzung aus dem Lateinischen spuma (maris) an, was ebenfalls ursprünglich eine Bezeichnung für Korallen war. Im Deutschen ist Meerschaum seit dem 15. Jahrhundert als Bezeichnung für eine Lederkoralle, aber auch für die Rückenknochen (Schulp) von Tintenfischen (Sepien) belegt. Eine Übertragung des Namens auf das ähnlich aussehende und teilweise schwimmfähige Mineral ist daher naheliegend.
Der wissenschaftliche Name Sepiolith wurde 1847 von Ernst Friedrich Glocker geprägt und ist eine griechische Wortzusammensetzung mit der Bedeutung Sepien-Stein. Dieser Name spielt ebenfalls auf den kalkhaltigen Schulp der Sepien an, der wie Meerschaum leicht und porös ist.
Als Typlokalität gilt der alte Magnesit-Steinbruch Bettolino in der italienischen Gemeinde Baldissero Canavese (piemontesisch Bausser). Ein Aufbewahrungsort für etwaiges Typmaterial ist jedoch bisher nicht bekannt.

## Klassifikation
In der veralteten 8. Auflage der Mineralsystematik nach Strunz gehörte der Sepiolith zur Mineralklasse der „Silikate“ und dort zur Abteilung „Schichtsilikate (Phyllosilikate)“, wo er gemeinsam mit Loughlinit und Ferrisepiolith in der „Sepiolith-Reihe“ mit der Systemnummer VIII/E.13b steht.
In der zuletzt 2018 überarbeiteten Lapis-Systematik nach Stefan Weiß, die formal auf der alten Systematik von Karl Hugo Strunz in der 8. Auflage basiert, erhielt das Mineral die System- und Mineralnummer VIII/H.33-050. Dies entspricht ebenfalls der Abteilung „Schichtsilikate“, wo Sepiolith zusammen mit Falcondoit, Ferrisepiolith, Kalifersit, Loughlinit, Palygorskit, Tuperssuatsiait, Windhoekit und Yofortierit eine unbenannte Gruppe mit der Systemnummer VIII/H.33 bildet.
Die von der International Mineralogical Association (IMA) zuletzt 2009 aktualisierte 9. Auflage der Strunz’schen Mineralsystematik ordnet den Sepiolith in die erweiterte Klasse der „Silikate und Germanate“, dort aber ebenfalls in die Abteilung „Schichtsilikate (Phyllosilikate)“ ein. Diese ist weiter unterteilt nach der Struktur der Silikatschichten. Das Mineral ist hier entsprechend seinem Aufbau in der Unterabteilung „Einfache tetraedrische Netze aus 6-gliedrigen Ringen, verbunden über oktaedrische Netze oder Bänder“ zu finden, wo es zusammen mit Falcondoit, Kalifersit und Loughlinit die „Sepiolithgruppe“ mit der Systemnummer 9.EE.25 bildet.
In der vorwiegend im englischen Sprachraum gebräuchlichen Systematik der Minerale nach Dana hat Sepiolith die System- und Mineralnummer 74.03.01b.01. Das entspricht ebenfalls der Klasse der „Silikate“ und dort der Abteilung „Schichtsilikate: modulierte Lagen“. Hier findet er sich innerhalb der Unterabteilung „Schichtsilikate: modulierte Lagen mit verbundenen Streifen“ in der „Palygorskit-Sepiolithgruppe (Sepiolith-Untergruppe)“, in der auch Falcondoit und Loughlinit eingeordnet sind.

## Kristallstruktur

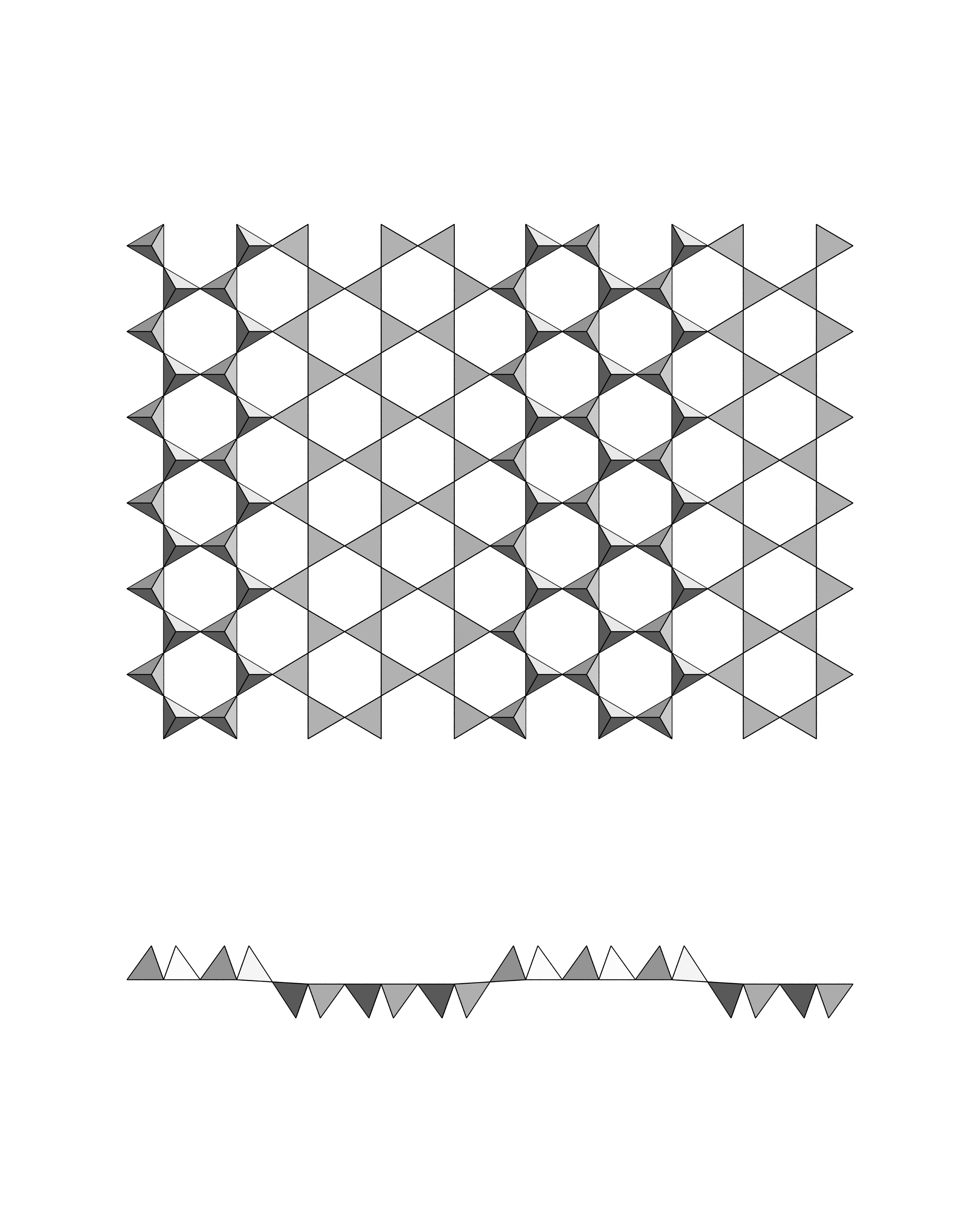
Kristallstruktur von Sepiolith

Sepiolith kristallisiert orthorhombisch in der Raumgruppe Pncn (Raumgruppen-Nr. 52, Stellung 5) mit den Gitterparametern a = 13,37 Å; b = 26,95 Å und c = 5,27 Å sowie zwei Formeleinheiten pro Elementarzelle.

## Eigenschaften
Sepiolith hat theoretisch, berechnet nach der möglichen Packungsdichte der Elementarzelle, eine Dichte von 2,26 g/cm³. Das Mineral ist allerdings oft sehr porös, enthält also ähnlich wie Bims viel Luft, was seine Dichte so weit verringern kann, dass es schwimmfähig wird.
Vor dem Trocknen ist die Meerschaumknolle wachsweich und fühlt sich fettig an. Durch die Berührung mit Wasser schäumt sie wie Seife und wurde deshalb schon von den Griechen für Reinigungszwecke verwendet. Zur Pfeifenherstellung eignet sich diese Knolle ausgezeichnet, da sie leicht zu bearbeiten und wegen der porösen Struktur sehr saugfähig ist. Das Mundstück wird allerdings aus anderen Materialien gefertigt, da die Zunge an Sepiolith kleben bleiben würde.

## Bildung und Fundorte

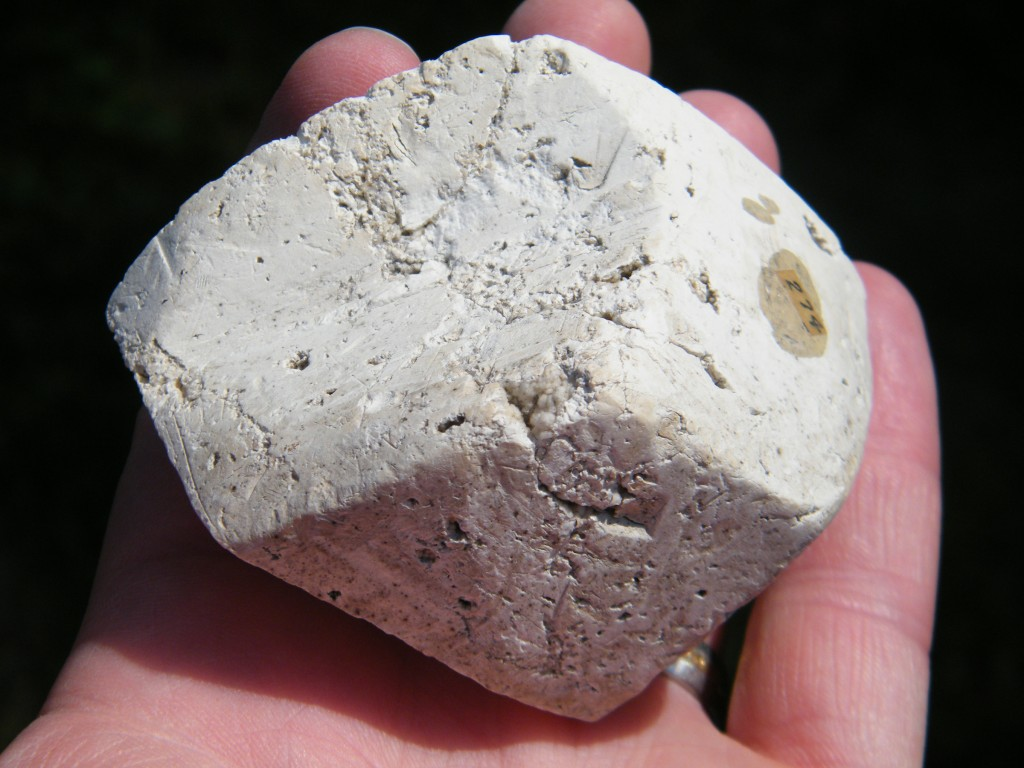
Handstück aus weißem Sepiolith aus der türkischen Provinz Eskişehir (Größe: 7,62 cm × 6,35 cm × 6,35 cm)

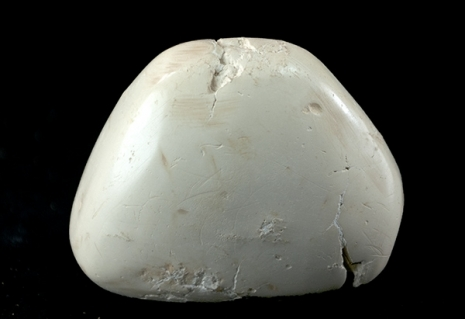
Poliertes Sepiolith-Handstück aus demselben Fundort (Größe: 5,7 cm × 4,4 cm × 2,7 cm)

Sepiolith bildet sich hydrothermal durch Umwandlung von Serpentinit. Begleitminerale sind unter anderem Dolomit, Loughlinit, Magnesit, Montmorillonit, Opal, Palygorskit und Serpentinit.
Als eher seltene Mineralbildung kann Sepiolith an verschiedenen Fundorten zum Teil zwar reichlich vorhanden sein, insgesamt ist er aber wenig verbreitet. Als bekannt gelten bisher rund 220 Fundorte (Stand: 2020). Neben seiner Typlokalität Bettolino trat das Mineral in Italien noch an weiteren Orten in der Region Canavese (Piemont), am Bergwerk am Schneeberg (Miniera Monteneve) im Passeiertal (Trentino-Alto Adige), bei Serrazzano in der Gemeinde Pomarance (Toskana) sowie an einigen Fundpunkten in der Provinz Vicenza (Venetien) auf.
Zu den klassischen Fundorten zählt allerdings die Türkei, genauer die Provinz Eskişehir mit ihren tertiären Tonerde-Lagerstätten. Eine weitere bekannte Lagerstätte von Sepiolith ist die Lagerstätte Sinya im Amboseli-Becken in der Region Kilimandscharo in Tansania. Dieser ist als Amboseli-Meerschaum bekannt und einige Millionen Jahre jünger als sein türkischer Verwandter. Amboseli-Meerschaum ist schwerer, meist gröber strukturiert und hat eine graue Tönung.
In Deutschland trat das Mineral bisher unter anderem am Sternberg im Urach-Kirchheimer Vulkangebiet in der Schwäbischen Alb von Baden-Württemberg, am Heß-Bruch bei Wurlitz im heutigen Naturschutzgebiet Wojaleite und im Steinbruch Haidberg in der Münchberger Gneismasse sowie am Peterleinstein bei Kupferberg im Landkreis Kulmbach in Bayern, im Steinbruch Becke-Oese bei Hemer im Märkischen Kreis (Bezirk Arnsberg) in Nordrhein-Westfalen, am Rother Kopf nahe Gerolstein in der rheinland-pfälzischen Vulkaneifel sowie bei Schneeberg im sächsischen Erzgebirge auf.
In Österreich konnte Sepiolith unter anderem am Hüttenberger Erzberg und der Millstätter Alpe in Kärnten, am Totenkopf in den Salzburger Hohen Tauern sowie an mehreren Orten in Niederösterreich und der Steiermark gefunden werden.
Am bisher einzigen bekannten Fundort in der Schweiz wurde das Mineral in einem hydrothermal veränderten Rotondo-Granit (Granit der Pizzo-Rotondo-Gruppe, nach Fritsch 1873) entdeckt, der im Bedretto-Fenster nahe Ronco Bedretto zwischen den Kantonen Wallis und Uri ansteht und durch den Bau des Furka-Basistunnels angeschnitten wurde.
Weitere Fundorte liegen unter anderem in Australien, Brasilien, China, der Dominikanischen Republik, Frankreich, Griechenland, Grönland, Indonesien, Israel, Japan, Kanada, Kenia, Kolumbien, Madagaskar, Malaysia, Mexiko, Marokko, Norwegen, Polen, Rumänien, Russland, Schweden, der Slowakei, Somalia, Spanien, Südkorea, Tschechien, Ungarn, Venezuela, im Vereinigten Königreich (Großbritannien) und den Vereinigten Staaten von Amerika (USA).

## Verwendung

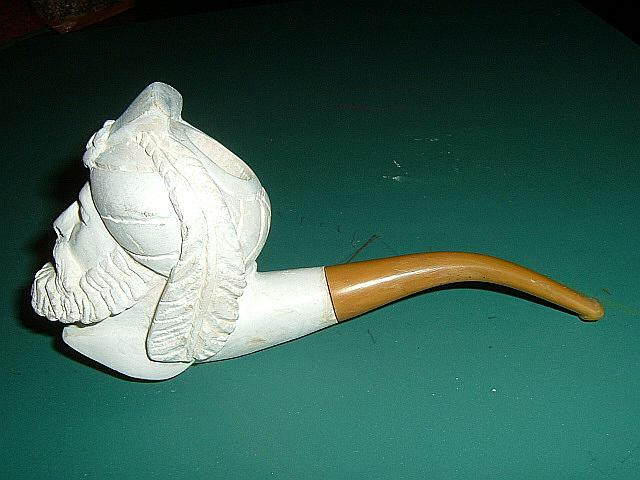
Der Pfeifenkopf besteht aus Meerschaum

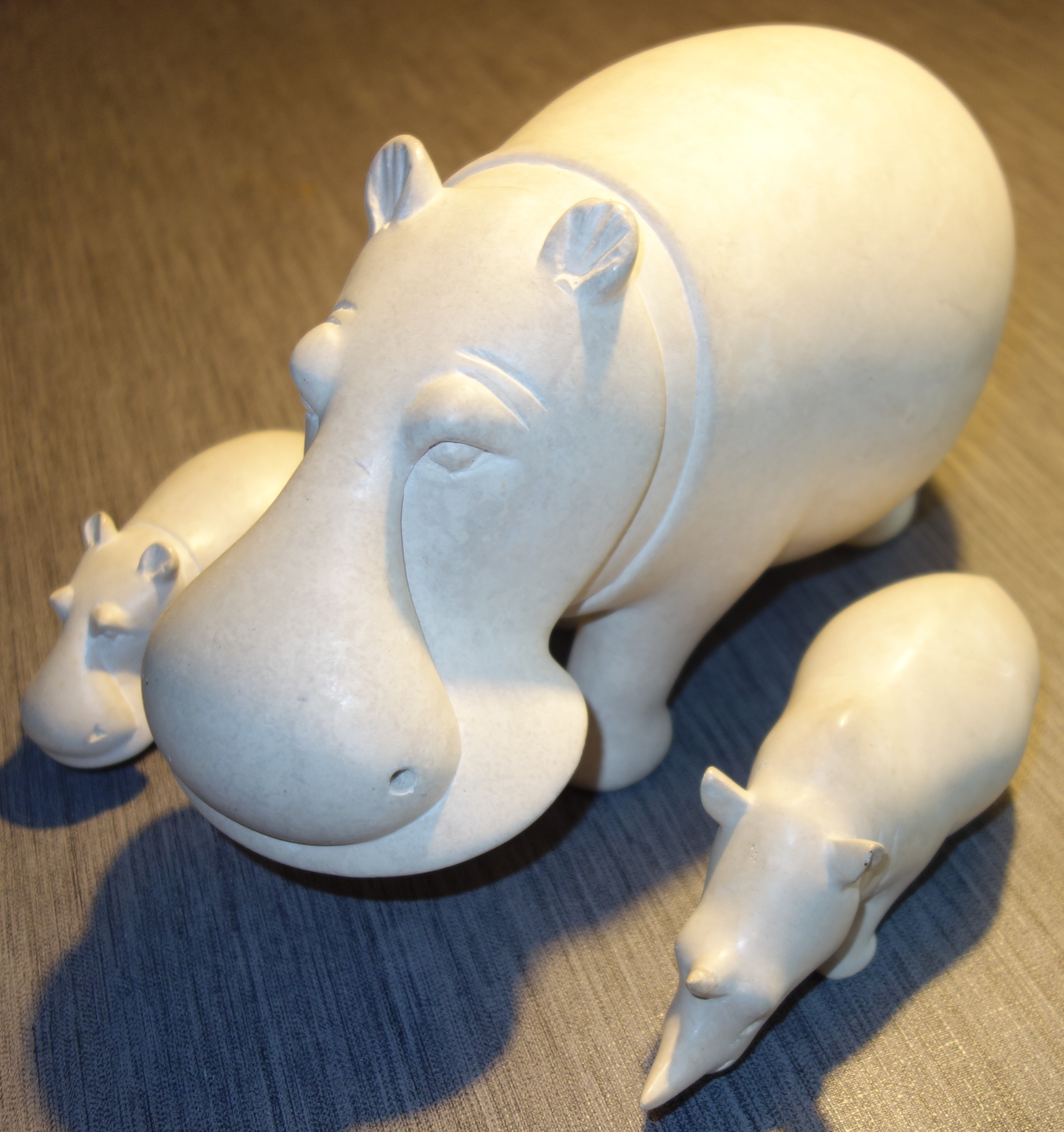
Meerschaumfiguren

Sepiolith wird vor allem zur Herstellung von Meerschaumpfeifen und Zigarettenspitzen abgebaut. Daneben werden auch Armbänder, Halsketten und Skulpturen aus Meerschaum hergestellt.
Früher war Wien die Metropole der Meerschaumpfeifenerzeugung, bekannte Hersteller sind Andreas Bauer, Leopold Weiss und Strambach. Aber auch in Ruhla in Thüringen wurden schon im 19. Jahrhundert besondere Meerschaumpfeifen hergestellt, diese wurden weltweit verkauft. Zeugnis davon ist heute im Pfeifenmuseum Ruhla abgelegt.
Die wirtschaftlichen Verhältnisse der Türkei haben dazu geführt, dass Meerschaum nicht mehr als Rohmaterial exportiert werden darf. Er muss in türkischen Werkstätten zu Pfeifen oder Schmuck verarbeitet werden. Nur sogenannte Halbfabrikate dürfen das Land verlassen, um in anderen Ländern mit einem Mundstück versehen und poliert zu werden.
Aus gemahlenem Meerschaum (meist aus Fehlproduktion oder Resten), Kalk und Bindemittel werden Pressmeerschaumpfeifen (Massa-Meerschaum oder auch Wiener-Meerschaum genannt) hergestellt. Kleine Meerschaumstücke werden auch statt der verbreiteteren Aktivkohle für die Herstellung von Pfeifenfiltern verwendet.
Aufgrund seiner porösen Struktur nimmt es zudem Flüssigkeiten sehr gut auf, verklumpt dabei allerdings nicht. Aufgrund dieser Eigenschaft wird Sepiolith unter anderem als Katzenstreu, Zigarettenfilter und anderen Filterstoffen verwendet. Meerschaumpulver kann zudem Öl- und Fettflecken binden und aufnehmen.
Zudem findet Sepiolith zusammen mit Wollastonit und Attapulgit als Asbest-Ersatzstoffe Verwendung.

## Vorsichtsmaßnahmen
Sepiolith ist ein faserförmiges Schichtsilikat und ähnelt damit den Asbesten. Die Sepiolithfasern enthalten lungengängige Faserstäube, die analog zu Asbest in die Lungenbläschen eindringen und dort nicht mehr abgebaut werden können. Die Folge kann unter anderem Lungenkrebs sein.
Gemäß den GHS/CLP-Richtlinien ist Sepiolith (CAS-Nummer 63800-37-3) nicht als gefährlich eingestuft. Kennzeichnungspflicht und Gefahrenhinweise entfallen daher. Es werden lediglich  verschiedene Erste-Hilfe-Maßnahmen bei direktem Kontakt mit dem Stoff empfohlen wie unter anderem das Sorgen für Frischluft beim versehentlichen Einatmen und Spülungen mit Wasser bei Kontakt mit Augen oder Mund bzw. nach versehentlichem Verschlucken sowie die Konsultation eines Arztes bei anhaltenden Beschwerden. Sepiolith ist durch die MAK-Kommission als Arbeitsstoff mit Verdacht auf krebserzeugende Wirkung (Kategorie 3) eingestuft und hat nach der 2021 publizierten MAK- und BAT-Werte-Liste die CAS-Nummern 15501-74-3 und 18307-23-8.